# Glenn Hughes (Village People)
Ne doit pas être confondu avec Glenn Hughes (Deep Purple)
Glenn M. Hughes, né le 18 juillet 1950 à New York et mort le 4 mars 2001 à New York, est connu comme le premier homme de cuir du groupe Village People, de 1977 à 1996. 

## Biographie
Il est diplômé en 1968 de la Chaminade High School. Il est ensuite élève au Manhattan College, où il est introduit comme membre de la fraternité Phi Alpha Mu Sinfonia en 1969.
Il se passionne pour la moto et travaille comme un collecteur de péage dans le tunnel Brooklyn Battery quand il se présente à un casting du compositeur Jacques Morali à la recherche de chanteurs et de danseurs « macho ». Hughes et d'autres membres du groupe reçoivent des cours accélérés de danse synchronisée qui, plus tard, caractérisera le groupe lors des spectacles.
La puissante voix de basse de Glenn joue un rôle important dans la quasi-totalité des chansons des Village People.
Il porte une extravagante moustache en fer à cheval et son costume de cuir à la ville comme à la scène.
En 1996, il se sépare du groupe pour lancer son propre spectacle de cabaret à New York. Il endosse cette activité de manager jusqu'à ce qu'un cancer du poumon lui soit diagnostiqué. 
Il est remplacé par Eric Anzalone (en) en tant que biker dans les Village People. Toutefois, Hughes continue avec la direction du groupe. Au cours de ses dernières années, il est connu pour circuler dans les rues de New York avec sa Harley-Davidson.
Il meurt en mars 2001 à l'âge de 50 ans dans son appartement à Manhattan, d'un cancer du poumon. Il est enterré dans le cimetière Saint-Charles à Farmingdale, Long Island.